# Kelet

Keleti irány egy iránytűn
(E - East, azaz „kelet”, angolul)

Kelet a négy fő égtáj egyike.

## Szerepe
Egy földrajzi irány jelölésére szolgál a térképeken, illetve az iránytűkön. Nagyban megkönnyíti a bolygónkon történő tájékozódást.

## Elhelyezés
Nyugattal szemben, északtól és déltől jobbra találhatjuk. Megállapodás szerint, napjainkban a térképeken a keleti irány a jobb oldalon található. Ez a megállapodás még a reneszánsz idejéből származik. Éppen ezért sok középkori térkép még Ázsia felé van tájolva, a keleti irány néz a térkép felső része felé.